# Monumento al Redentore (Caltanissetta)
Il monumento al Redentore (u' Ridinturi in siciliano) è un monumento in pietra e bronzo sito sulla vetta del monte San Giuliano, a Caltanissetta. È una delle venti statue del Redentore per il Giubileo del 1900.

## Storia
Il monumento fu eretto nel 1900 insieme ad altri monumenti simili sparsi in tutta Italia. Papa Leone XIII nel 1896 aveva infatti proposto la costruzione di venti monumenti in occasione del Giubileo del 1900 in altrettante località italiane per commemorare i venti secoli trascorsi dalla redenzione: ciascun monumento sarebbe sorto in una diversa regione geografica d'Italia, per cui delle commissioni locali di prelati proposero i siti idonei al Comitato Internazionale Romano. La commissione siciliana individuò quattro località ritenute adatte ad ospitare il monumento: monte Lonero, in prossimità di Noto; Piazza Armerina; monte San Paolino, a Sutera; monte San Giuliano, a Caltanissetta. Grazie all'insistenza del canonico Francesco Pulci, quello nisseno fu preferito agli altri siti siciliani per via della posizione geografica, che avrebbe dato centralità all'opera. Inoltre Caltanissetta, grazie alla sua solida economia basata sull'estrazione mineraria, era l'unica città siciliana in grado di sostenere una tale spesa. Per inciso, fu proprio la carenza di fondi uno dei principali motivi per cui dei venti monumenti previsti, ne furono realizzati solo sei o sette a rappresentare il Cristo redentore, mentre in tutti gli altri furono sostituiti da semplici cappellette votive.
Come auspicato, la raccolta fondi raccolse notevoli contributi e il comitato nisseno, presieduto dal vescovo di Caltanissetta Ignazio Zuccaro e composta tra gli altri anche dal sindaco di allora Berengario Gaetani, poté commissionare la statua alla ditta "Rosa e Zanazio" di Roma, mentre la progettazione del basamento venne affidata al palermitano Ernesto Basile, figlio di Giovan Battista, tra l'altro entrambi autori del Teatro Massimo di Palermo.
I lavori per la realizzazione del piedistallo cominciarono il 13 maggio 1900 con la cerimonia della posa della prima pietra, benedetta dal vescovo Zuccaro. La statua, realizzata con il bronzo ricavato dalla fusione di due cannoni pontifici, arrivò a Caltanissetta in treno; con un'altezza di circa cinque metri e un peso di due tonnellate, per trasportarla in cima al monte fu adoperato un robusto carro trainato da sei coppie di buoi. Il monumento fu completato il 30 luglio successivo, quando la statua fu issata sul basamento e benedetta dal cardinale Giuseppe Francica-Nava.
I giorni dell'inaugurazione furono turbati dall'assassinio del re Umberto, e la cerimonia ufficiale fu spostata al 29 settembre successivo, in concomitanza con la festa di San Michele Arcangelo, patrono di Caltanissetta. Tuttavia questo non fermò l'entusiasmo della folla, che si riunì in processioni organizzate o spontanee, mentre la città si riempì di pellegrini provenienti da tutta la Sicilia.

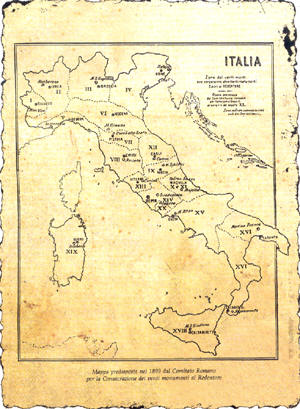
Cartina del 1899 con i siti identificati per l'edificazione dei monumenti al Redentore
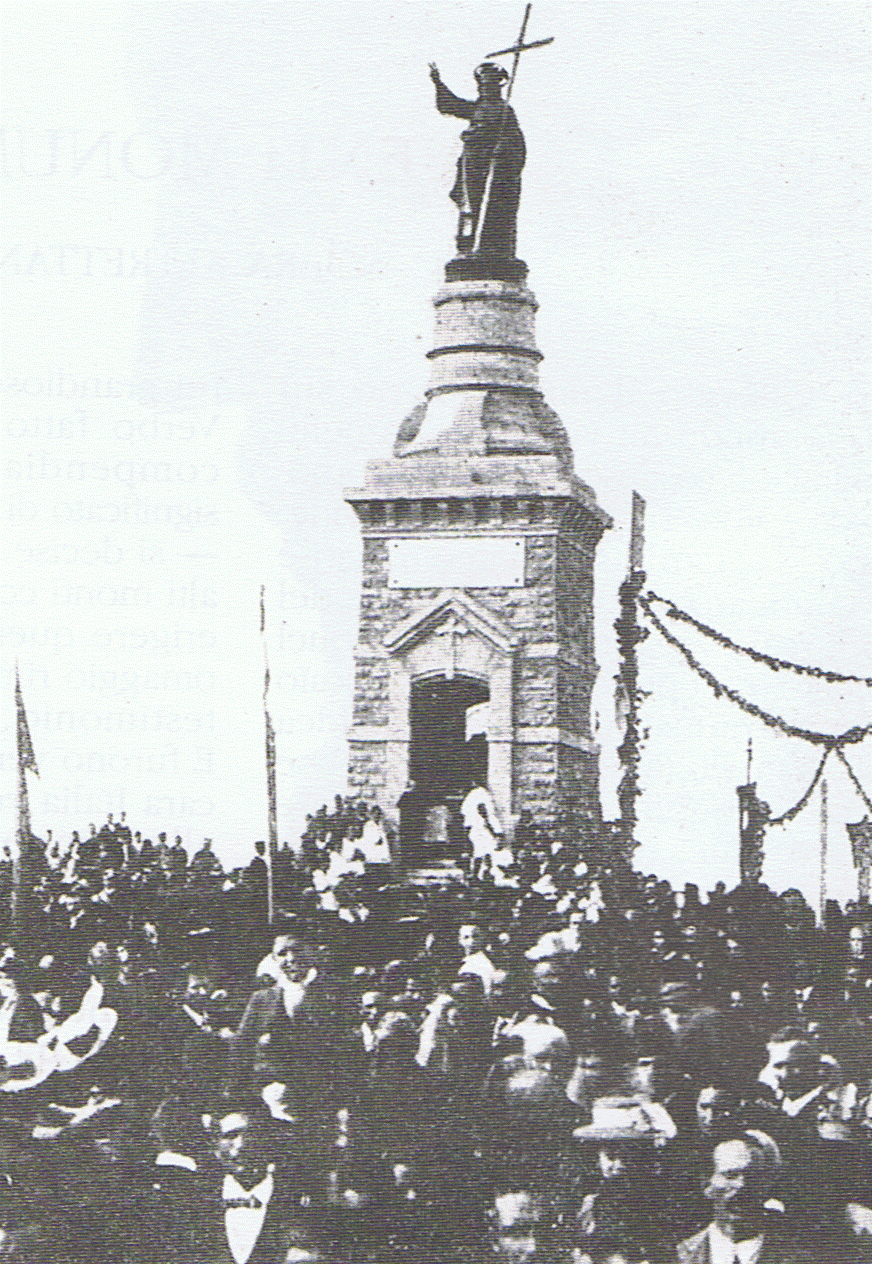
Folla ai piedi del Redentore in un'immagine del 1900
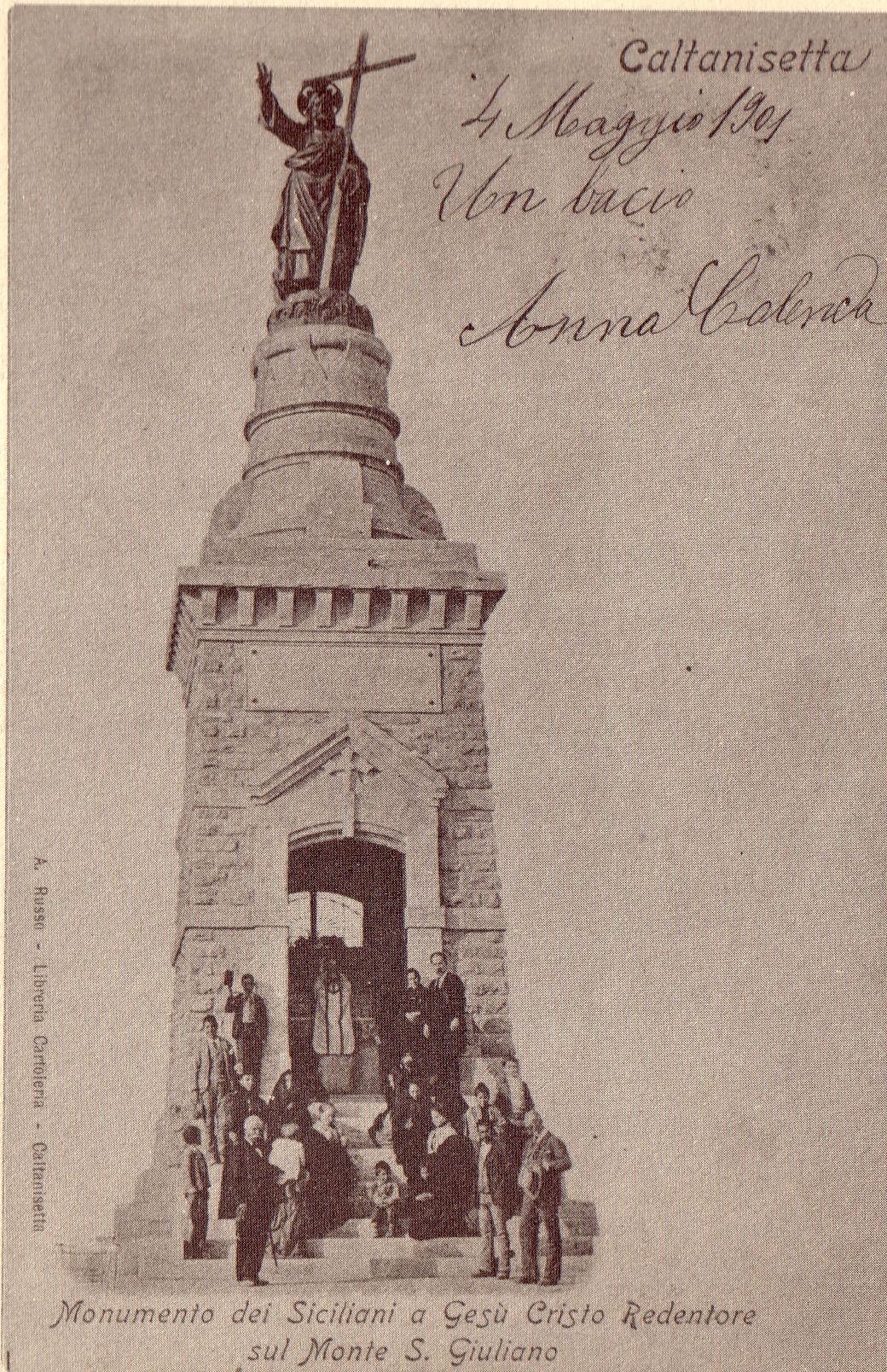
Il monumento al Redentore nel 1901

## Descrizione

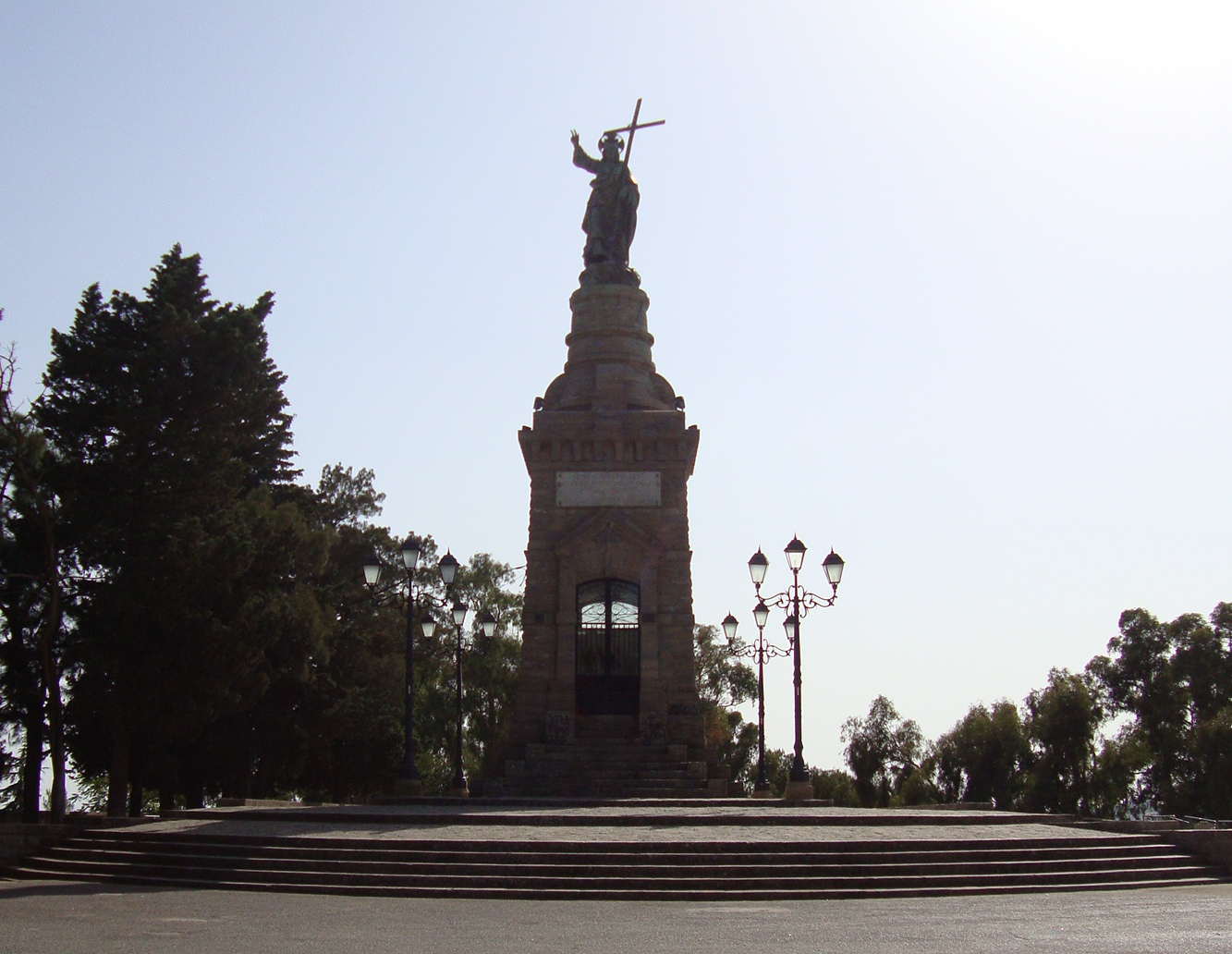
Il monumento al Redentore

Si trova sulla sommità del monte San Giuliano, a 727 m s.l.m., circondato da un belvedere lastricato da cui da cui è visibile tutta la città e gran parte della Sicilia centrale.
Il monumento si compone di una statua bronzea collocata sopra un basamento in pietra. La statua, alta 4,85 metri, è opera della ditta romana "Rosa e Zanazio", e rappresenta il Cristo redentore ispirandosi al gruppo marmoreo presente sulla facciata della basilica di San Giovanni in Laterano a Roma. Il basamento in stile eclettico è stato realizzato con pietre calcaree grigie provenienti da una cava sita nelle vicinanze ed è sormontato da un elemento di raccordo cilindrico su cui poggia la statua; all'interno ospita una piccola cappella e una cripta, ed è circondato da una scalinata che la raccorda alla piazza antistante, intitolata all'architetto Ernesto Basile, autore del basamento.
La statua è orientata verso nord-est, e volge le spalle a Caltanissetta; questa particolarità ha dato adito nel tempo a leggende e superstizioni.

## La festa del Redentore
Sin dai primi anni che seguirono l'installazione del monumento, il Cristo redentore fu oggetto di una crescente devozione popolare, e ancora oggi la "festa del Redentore" viene celebrata il 6 agosto, giorno della Trasfigurazione di Gesù, con una processione che attraversa le strade del centro storico; tra il 2013 e il 2015 la piazza sul monte San Giuliano è stata sede dell'infiorata, organizzata ad agosto in occasione della festa del Redentore.